# عامل مهاجر

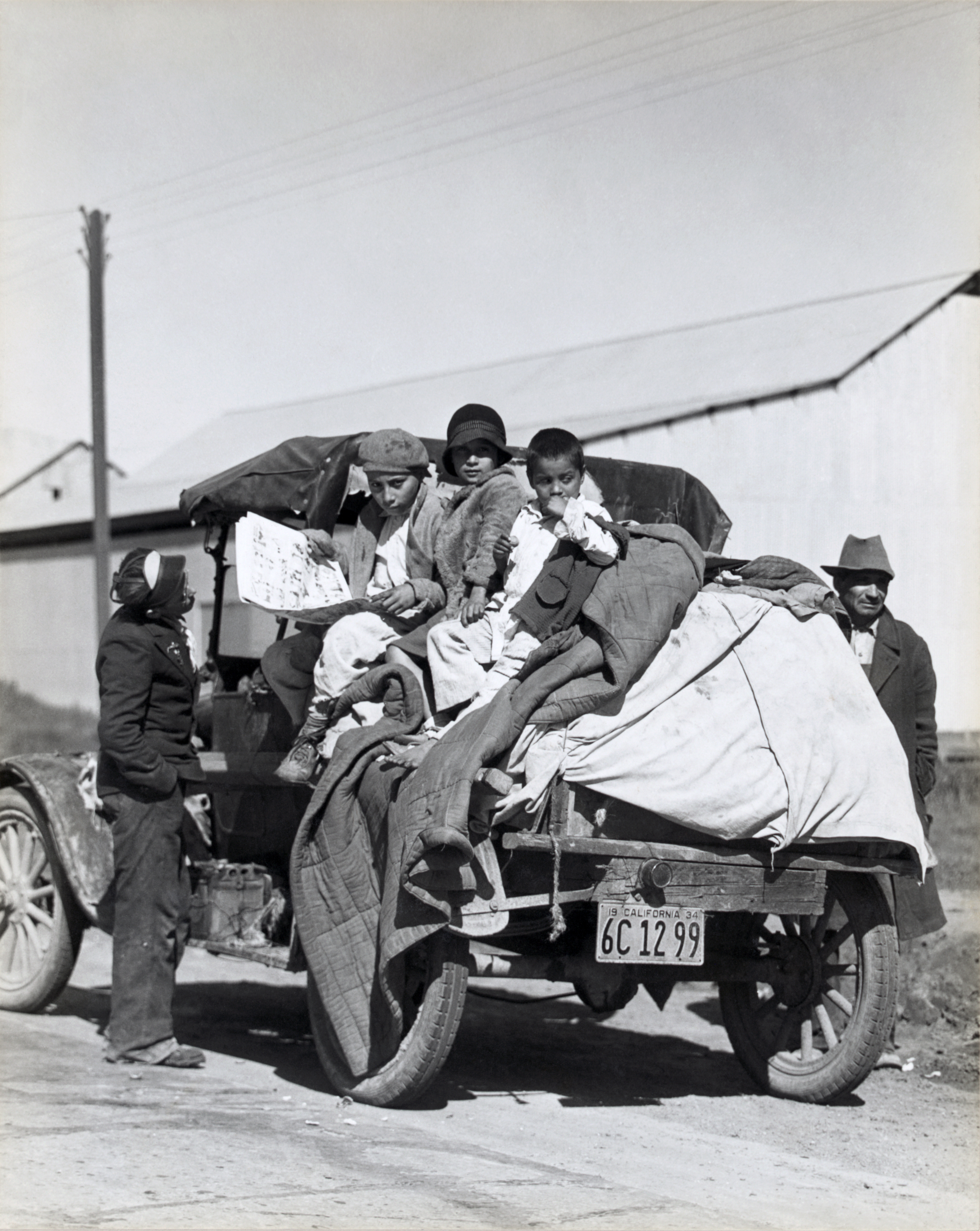
عاملون مُهاجرون في كاليفورنيا، 1935

العامل المُهاجر هو شخص يُهاجر أو يُسافر من مكان لآخر بداخل بلده الأم أو بالخارج، وهذا بهدف الالتحاق بأحد الأعمال مثل الأعمال الموسمية. العاملون المُهاجرون في العادة لا تكون لديهم نيّة للمكوث بالمدينة التي هاجروا إليها من أجل العمل.
العاملون المُهاجرون الذين يعملون خارج بلادهم يُمكن أيضًا أن تتم تسميتهم بالعمالة الأجنبية أو المُغتربين، خصوصًا إذا تم إرسالهم أو تمت دعوتهم إلى القيام بذلك العمل من قبل الدولة المُستضيفة قبل رحيلهم من البلد الأم.
المنظمة العالمية للعمالة قدّرت في 2014 أن هناك حوالي 232 مليون مُهاجرًا على مستوى العالم بعيدون عن بلادهم الأم على الأقل لمدة 12 شهرًا، وتقريبًا نصف ذلك العدد تم تصنيفهم على أنهم نشيطون اقتصاديًّا (أي تم تعيينهم بالفعل، أو يبحثون عن عمل). وأيضًا هناك بعض البلدان التي لديها الملايين من العاملين المُهاجرين. ويُمكن لبعض هؤلاء العاملين المُهاجرين أن يكونوا ذهبوا إلى تلك البلاد عن طريق الهجرة غير الشرعية وبذلك يصبحون مُهاجرين غير شرعيين. ومن الناحية الأخرى يمكن أن يكون بعضهم عبيدًا.

## تعريف الأمم المتحدة
عرّفت «اتفاقية الأمم المتحدة لحماية حقوق جميع العاملين المُهاجرين وأعضاء عائلاتهم» العامل المُهاجر على أنه التالي:
- مصطلح «عامل مُهاجر» يُشير إلى الشخص الذي انخرط أو ينخرط في أي نشاط يتقاضى عنه أجرًا ببلد لا ينتمي هو/هي إليه. –
وتم التصديق على الاتفاقية من قبل المكسيك، البرازيل، والفلبين (بجانب العديد من الدول الأخرى التي تُصدّر العمالة الأجنبية) لكن لم يتم التصديق عليها من قبل الولايات المتحدة الأمريكية، ألمانيا، واليابان (بجانب العديد من الدول الأخرى التي تستقبل العمالة الأجنبية).

## وجهات نظر عالمية

### كندا
منذ ستينيات القرن التاسع عشر، العديد من المزارعين في (أونتاريو) والمقاطعات يشبعون حاجاتهم من العمالة الموسمية عبر تعيين عمال مؤقتين من المُدن الكاريبية، ومنذ 1974 أصبحوا يجلبونهم من المكسيك تحت رعاية البرنامج الكندي للعمال الموسميين العاملين بالزراعة (CSAWP). هذه المُبادرة الفيدرالية تسمح بالدخول المُنتظم للمزارعين ذوي المستوى المقبول والمتوسط إلى كندا لفترة تصل إلى ثمان شهور، وذلك لإشباع حالة نقص العمالة في المزارع الكندية أثناء مراحل الذروة في عملية الزراعة، الحرث، وجمع المحصول لبعض المزروعات بعينها. البرنامج يُدار بمُعاونة حكومات المكسيك وبلدان الكاريبي المُشاركة، وهي التي تُعيّن العاملين وتجلب لهم ممثلين في كندا ليساعدوهم أثناء مرورهم خلال مراحل البرنامج مرحلة خلف الأخرى.
وفي كندا أيضًا، الشركات غير المتخصصة في الزراعة بدأت في تعيين العمالة الأجنبية المؤقتة تحت مُبادرة «خدمة كندا» في 2002 التي هدفت لتكون برنامج يساهم في زيادة عدد العمال المُهاجرين.
وبداية من 2002، الحكومة الفيدرالية طرحت مشروع المهارة المقبولة/المتدنية الأوليّ. هذا المشروع يُمكّن الشركات من تعيين العمالة الأجنبية المؤقتة تحت رعاية برنامج خدمة كندا من أجل شغل المناصب الشاغرة في الأعمال التي لا تتطلب مهارة كبيرة. المصطلح التصنيفي «مهارة مقبولة/متدنية/ضعيفة» هو أن العامل تحت هذا التصنيف لا يحتاج إلى شهادة تزيد عن المدرسة الثانوية أو سنتان من الخبرة في مجال العمل كي يكون مُناسبًا للتقدم للوظيف.
وفي 2006، وسّع المحافظون الفيدراليون قائمة الوظائف التي تندرج أسفل مشروع المهارة الضعيفة الأوليّ، وزادت من سرعة مُعالجة استمارات التقديم لتلك الوظائف.

### الصين

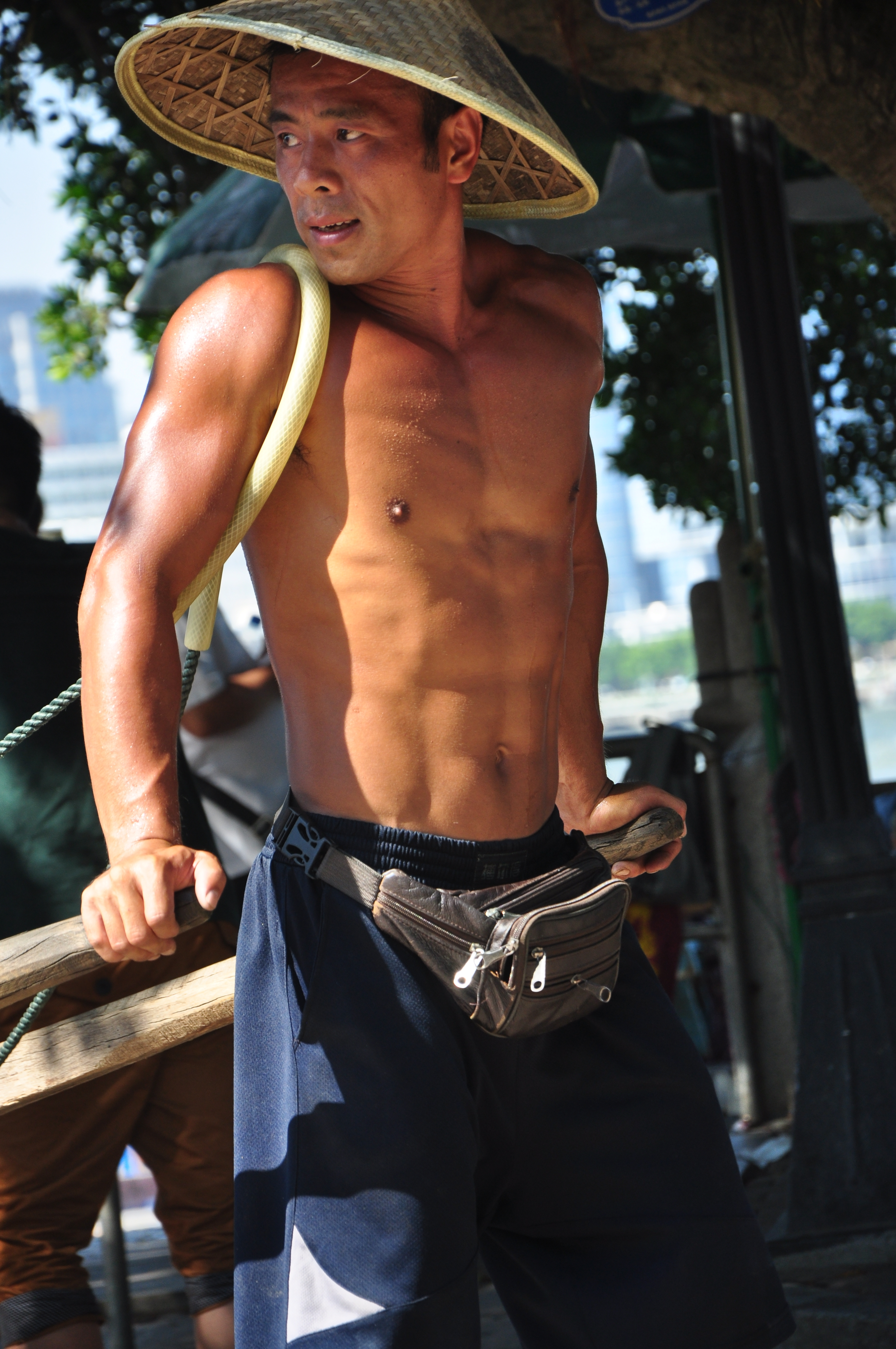
عامل مُهاجر (مينجونج بالصينية) يعمل في الصين

بشكل عام، الحكومة الصينية دعمت ضمنيًّا الهجرة كوسيلة من أجل دعم المصانع ومواقع البناء بالعمالة التي تطلبها، وهذا من أجل أهداف طويلة المدى تنطوي على تحويل الصين من حيث الاقتصاد، فتصبح دولة مبنية على الاقتصاد الحضاري، عوضًا عن دولة مبنية على الاقتصاد الريفي. وبدأت بعض المدن بدعم العمالة المهاجرة عبر وسائل الضمان الاجتماعي، مثل المعاشات والتأمينات. في 2012، تم إحصاء وجود حوالي 137 مليون عاملًا مُهاجرًا بالصين، والحاصلين على معدل نقص في الأجور يصل إلى 21%. وهذا يرجع إلى ذهاب العاملين المُهاجرين من المناطق الريفية إلى المدينة الحضارية، وهذا يدفع الموظِفين لتعيينهم تحت ظروف عمل متدنية وأجور ضئيلة جدًا. العمالة المُهاجرة في الصين تكون مُهمشة بشكل واضح، خصوصًا تحت وطأة نظام هوكو لتصريحات الإقامة، والذي يربط إقامة واحدة فقط بجميع المزايا الاجتماعية.

### الاتحاد الأوروبي
التوسّعات التي طالت الاتحاد الأوروبي في الفترة الأخيرة قدمت العديد من فرص العمل للكثير من الناس كي يهاجروا لدول الاتحاد الأوروبي الأخرى من أجل العمل. وبفعل تأثير توسّعات 2004 و2007، تم إعطاء الحق للدول المتواجدة بالاتحاد في فرض العديد من التنظيمات الانتقالية للوصول إلى محدودية في القدرة على العمل في أسواقهم العمّالية. وبعد الحرب العالمية الثانية، ألمانيا لم تكن لديها عمالة كافية، لذلك الدول الأوروبية الأخرى تمت دعوة سكانها للعمل في ألمانيا. لكن هذه الدعوة انتهت في عام 1973 وهؤلاء الذين هاجروا إليها قبل الانتهاء صاروا يُعرفون بالعمال الضيوف.
الأول من مارس بات يومًا رمزيًّا لإضراب العمالة المُهاجرة الانتقالية. هذا اليوم يوحد كل المُهاجرين ويُعطيهم صوتًا واحدًا يتحدث نيابة عنهم ضد التمييز العنصري، التمييز في المعاملة، والإقصاء بالنسبة لجميع مستويات الحياة الاجتماعية. تلك الاحتجاجات في الأول من مارس كان منشأها بالولايات المتحدة الأمريكية عام 2006، وشجعت بالفعل جميع المهاجرين في البلدان الأخرى بأن يتحدوا ويجتمعوا ويقفوا وقفة واحدة بذلك اليوم. وفي أستراليا كان إضراب العمالة الانتقالية في مارس 2011، وذلك كان عبر عدة أفعال شائعة مثل المُظاهرات، وكذلك في العديد من الأفعال اللامركزية الأخرى.  

### فنلندا
تبعًا لمنظمات اتحاد مؤسسات التجارة الفنلندية SAK (المنظمة المركزية لاتحادات التجارة الفنلندية) وحزب الأصالة والمُعاصرة الخدمي الاتحادي بفنلندا، فإن العمالة الأجنبية تتزايد نسبة الإساءة إليها في قطاعات البناء والنقل في فنلندا بعام 2012، وهناك بعض الحالات التي تم الإبلاغ عنها أن أصحابها يتقاضون أجورًا عن ساعة العمل لا تتجاوز الـ2 يورو. بجانب كون البلغاريون، الكوسوفونيون، والأستونيون كانوا أصحاب النسبة الأعلى ليكونوا ضحايا تجارة البناء.

### الهند
يوجد سيل مُستديم من عمالة بينجلاديش والنيبال المتوجهة صوب الهند بالعقود الأخيرة بحثًا عن فرص عمل أفضل. ووجد الباحثون بمعهد التنمية الخارجية أن هؤلاء العمّال المهاجرين في الغالب ما يكونوا عرضة للتحرش، العنف، والتفرقة في المعاملة أثناء رحلاتهم بداخل الدول التي يقصدونها، وحتى يعودون موطنهم. ونساء بينجلاديش ظهر أنهن على وجه الخصوص بهن نسبة كبيرة من الهشاشة. ذلك الاكتشاف برهن أنه يجب تدعيم حقوق المُهاجرين بالنسبة للصحة، معاملة الشرطة، والموظِفين لهم في المكان الذين يهاجرون إليه.

### إندونيسيا
التعداد السكاني في أندونيسيا يُعتبر الرابع عالميًّا، ومُساهمته في زيادة فائض قوى العمل كبيرة جدًا. تلك الزيادة السكانية بجانب قلة الأعمال في البلد الأم، دفعت العديد من سكان أندونيسيا للبحث عن عمل بالخارج. وتم تقدير العمالة الأندونيسية بالخارج بحوالي 4.5 مليون أندونيسي، وحوالي 70% منهم يكن من النساء، أغلبهن تم تعيينهن في القطاع المحلي المنزلي كوصيفات، وفي قطاع الصناعة والإنتاج أيضًا. ومتوسط أعمارهن يتراوح بين 18 و25 عامًا. بينما من الناحية الأخرى حوالي 30% يكونون من الرجال، أغلبهم يعملون بالزراعة، البناء، النقل، والقطاع الخدمي بشكل عام. وفي هذه الأثناء تكون ماليزيا هي التي تقوم بتوظيف العدد الأكبر من العمالة الأندونيسية المُهاجرة، تليها تايوان، المملكة العربية السعودية، هونج كونج، وسينغافورة. والجدير بالذكر أنه يجب أن نضع في الحساب أن تلك الأرقام هي أرقام نسبية، والأعداد الحقيقية للعمالة الأندونيسية المُهاجرة من الممكن لها أن تكون أعلى بمراحل من الأرقام التي تم تسجيلها رسميًّا، وذلك يرجع إلى الدخول غير الشرعي للأندونيسيين إلى البلدان الأجنبية. وهم عرضة للاستغلال، الابتزاز، الاعتداء الجسدي والجنسي، وذلك بسبب هؤلاء القائمين على الاتجار بالبشر هناك. العديد من حالات الإساءة إلى العمالة الأندونيسية تم التبليغ عنها بالفعل وحصلت على انتباه عالمي في وقتها.  

### أمريكا اللاتينية
المهاجرون عادة ما يقبلون بأي عمل متوافر، وغالبًا ما يجدون أعمالًا بالميدان. وعندما يجدون أخيرًا عملًا، غالبًا ما ينطوي على الأعمال اليدوية المرهقة المصحوبة بالأجر غير العادل. وفي مقالة: «العاملون المُهاجرون بالمزارع: هل تقوم الحكومة بدورها الكامل من أجل حمايتهم؟» المكتوبة من قبل «ويليام تريبليت»، فيوضح فيها تريبليت أن «متوسط الدخل السنوي لهم هو 7500 دولارًا، وحوالي 61% منهم لديهم دخل أقل من مستوى خط الفقر» (تريبليت). وبعدما يفقد المُهاجرون الهوية الثقافية والحضارية، يحاولون إيجاد وسائل أخرى لإطعام عائلاتهم، وذلك ينتهي بهم مُستغَلين. دراسة ويليام تريبيلت وضحت أن متوسط الدخل السنوي لهم 7500 دولارًا، أو 625 دولارًا بالشهر. بجانب أنه أيضًا ذكر أن منذ عام 1989 «أن المتوسط الحقيقي لأجور عدد ساعات العمل الخاص بهم (بالنسبة لقيمة دولار 1998) هبطت بشدة من 6.89 إلى 6.18 دولارًا»، ولا يمكن للفرد أن يتوقع أن يعيش حياة صحية وسليمة بهذا المبلغ الهزيل. أيضًا هناك العديد من المبارزات والمناوشات التي تمت المحاربة فيها من أجل إنصاف أجور العاملين المُهاجرين، لكن وجد العلماء أنها تناقصت بالفعل. وهذا يرجع إلى زيادة المبلغ المطلوب من أجل عيش حياة كريمة، فبالتالي أجر العمالة المُهاجرة العاملة بالزراعة تناقص بشدة. وبجانب الاستغلال الاقتصادي الذين يُعانون منه في أماكن العمل، فهم يُعانون أيضًا من الاستغلال الجسدي فيه.

### ماليزيا
في الخطة الماليزية السابعة (1998 – 2000)، أًصبح معدل تزايد سكان ماليزيا كل عام حوالي 2.3%، بينما يُغطي المُقيمون غير المحليين (ليسوا مواطنين) حوالي 7.6% من إجمالي سن العمالة في ماليزيا، وهذا لا يتضمن المُقيمين غير الشرعيين. وفي 2008 غالبية العمالة المُهاجرة (1,085,658: 52.6%) أتت من بلدها الأم أندونيسيا، متبوعة ببينجلاديش (316401)، الفلبين (26713)، تايلاتد (21065)، وباكستان (21278). وفي ذات الوقت، عدد العمالة المُهاجرة من البلدان الأخرى كانت (591481). هذا الدخول المهول من العمالة المُهاجرة إلى البلاد إذا لم يتم التحكم فيه، فرص العمل للمواطنين الأصليين سوف تقل بالتدريج. لكن من الناحية الأخرى، دخول تلك العمالة المُهاجرة ساعد على رفع المعدل الإنتاجي للبلاد، وقلل من متوسط أجور العمل في سوق العمالة. وبالرغم من المنفعة المُتبادلة بين البلدان التي تُرسل وتستقبل تلك العمالة المُهاجرة، العديد من المشاكل بدأت تظهر في الدول المُستقبلة، مثل ماليزيا. فالعدد الحقيقي من العمالة المُهاجرة في ماليزيا من الصعب جدًا التعرف عليه هذه الأيام. أما عدد العاملين بشكل شرعي ومعهم جواز سفر مختص بالعمل، هؤلاء يمكن التعرف عليهم بسهولة.

### الفلبين
في عام 2013، لجنة الفلبينيين بالخارج (CFO) قدرت عدد الفلبينيين العاملين أو المُقيمين بالخارج بحوالي 10.2 فلبيني. وفي عام الإحصاء العددي الرسمي 2010، عمل أو استوطن أكثر من 9.3% منهم بالخارج. فأكثر من مليون فلبيني بالعام يُغادرون بلدهم الأم من أجل العمل بالخارج عبر وكالات التوظيف والعديد من برامج التوظيف الخارجي الأخرى مثل المُبادرات المُدعمة حكوميًّا. الفلبينيون العاملون بالخارج غالبًا ما يعملون كأطباء، مُعالجون طبيعيون، ممرضون، محاسبون، مُختصون في تكنولوجيا المعلومات، مُهندسون، معماريون، عارضون، فنيّون، معلمون، خادمون في المنظمات العسكرية، بحارة، طلبة، وعاملون بمطاعم الوجبات السريعة. وكذلك من الناحية الأخرى يوجد عدد كبير من النساء اللاتي يعملن بالخارج كمُساعدات منزليات وراعيات. وإدارة العمالة الفلبينية في الخارج هي وكالة تابعة لحكومة الفلبين، وهي مسؤولة عن فتح باب التقدم لمزايا برنامج العمل الخارج للمواطنين من الفلبينيين. وهي الوكالة الحكومية الأساسية التي تم الاعتماد عليها في المراقبة والإشراف على سائر وكالات التوظيف بالخارج في الفلبين.

### سينغافورة
منذ أواخر سبعينيات القرن التاسع عشر، باتت سينغافورة من الدول العُظمى في استقبال العمالة المُهاجرة بين دول جنوب شرق آسيا جمعاء، وذلك بمعدل 1340300 عاملًا أجنبيًّا يشاركون بحوالي 37% من إجمالي القوى العاملة فيها بديسمبر 2014. وهي أعلى نسبة عمالة أجنبية في آسيا كلها. وحوالي 991300 من هؤلاء العاملين الأجنبيين يقعون تحت تصنيف العمالة غير المُدربة أو ذات المهارة الضعيفة. حاليًّا هناك 322700 ذكر يعمل بأعمال البناء، و222500 إناث يعملن بالخدمات المنزلية في سنغافورة. وهم من دول مختلفة مثل بيندلاجيش، الهند، أندونيسيا، سيريلانكا، الفلبين، وتايلاند. ومن أجل التحكم في ذلك العدد الكبير من العمّال، طبقت سينغافورة العديد من سياسات الهجرة على تأشيرات الدخول الخاصة بها لجميع مستويات المهارة والخبرة. فدخول العمالة المنزلية الأجنبية تم التحكم فيه عبر التطبيق القوي لـ«سياسية العمل الضيفي سريع الزوال». ويجب على العاملة دفع مبلغ 5000 دولارًا للحكومة من أجل ضمان عودتها إلى موطنها الأم بعد انتهاء رخصة عملها ذات العامين. فالحكومة تتحكم في مملكة العمالة المُهاجرة عبر هذا القانون.

### كوريا الجنوبية
مثلها مثل العديد من الدول، كوريا الجنوبية بدأت كمُصدِر للعمالة في ستينيات القرن التاسع عشر، وهذا قبل تطورها الاقتصادي في الثمانينات، ذلك التطور الذي حولها إلى دولة مُستقبلة للعمالة. وفي 1993، برنامج التدريب الصناعي تم جعله واقعًا لإشباع حاجات العمالة المُهاجرة للعمل. قدم فرص عمل للأجانب كُمتدربين في أعمال صغيرة ومتوسطة المهارة. لكن في النهاية هؤلاء تم اعتبارهم كمُتدربين، وليسوا كموظَفين رسميين، لذلك لم يحصلوا على حماية القوانين الكورية للعمالة. وفي 14 فبراير 1998 الخطوط العريضة التي تم عملها لحماية وتنظيم المُتدربين الأجانب في مجال الصناعة قدمت بعض الإنعاش القانوني والاجتماعي للعمالة المُهاجرة. أما قانون التوظيف للعمالة الأجنبية الذي ينص على أن «العامل الأجنبي ممنوع التعدي عليه بالتمييز في المُعاملة على أرض يكون فيها هو/هي أجنبيًّا» تم تطبيقه منذ تاريخ 16 أغسطس 2003. ولاحقًا في نفس العام، عدد العمالة المُهاجرة تضاعف بشكل مهول.
وبالرغم من وجود زيادة كبيرة في عدد العمالة المُهاجرة في كوريا وكون السياسات في صالح حمايتهم، فنقص العمالة الرخيصة في كوريا أجبر المجتمع الكوري على التغاضي عن وإساءة مُعاملة العمالة المُهاجرة، بجانب العديد من الأفعال المُشينة الأخرى. وكرد على تلك الأفعال، زادت الحكومة الكورية من عدد العمالة المُستقبَلة سنويًّا من 5000 إلى 62000 فردًا بالعام في 2013. وهذا بالإضافة إلى أنه في يوم 32 يناير 2013، الحد الأدنى للأجور بالنسبة للعمالة المُهاجرة ارتفع إلى 38880 KRW لشريحة العمل ذات الثمان ساعات، أو إلى معدل شهري يصل إلى 1015740 KRW.
الهيئات الحكومية مثل معهد الملك سيجونغ، برنامج المركز متعدد الثقافات للأسرة وللمساواة بين الجنسين، برنامج مركز موظفي وزارة الخارجية، وبرنامج التكامل الاجتماعي لوزارة العدل قدموا العديد من دروس اللغة الكورية مجانًا للعمالة المُهاجرة. وهذا بالإضافة إلى أنه يمكن للعمالة المُهاجرة التي توافرت فيها شروط الانضمام إلى برنامج التكامل الاجتماعي لوزارة العدل أن تقدم للحصول على الجنسية الكورية دون الحاجة إلى خوض اختبارات المُعادلة.

### تايوان
بداية من يونيو 2016، يوجد أكثر من 600000 عاملًا مهاجرًا في تايوان، والذين تم توزيعهم على العديد من القطالات الصناعية هناك، والتي تتراوح بين العاملين بالبناء، العاملين بالمُساعدة المنزلية، العاملين بالمصانع، والأعمال اليدوية الأخرى. وأغلبهم أتى من جنوب شرق آسيا.

### تايلاند
في تايلاند، المُهاجرون يأتون من بلاد حدودية مثل بورما، لاوس، وكامبوديا. العديد منهم يواجه صعوبات كثيرة مثل نقص الطعام، الإساءة، والأجور المتدنية. وفي بعض الأحيان يكون ترحيلهم إلى بلدهم الأم هو أكبر مخاوفهم. وفي بانكوك بتايلاند، العديد من العاملين المهاجرين يحضرون بمدرسة «عزيزتي بورما» من أجل دراسة مواد مثل اللغة التايلاندية، واللغة البورمية، اللغة الإنجليزية، مهارات الحاسوب، والفوتوغرافيا.

### الإمارات العربية المتحدة
مُعاملة العمالة المُهاجرة في الإمارات العربية المتحدة صارت مقرونة بالـ«استعباد المُعاصر». العمالة المُهاجرة هناك مُستبعدة تمامًا من حقوق العمالة بالإمارات العربية المتحدة، وهذا لأن المُهاجرون عرضة للعمل الجبري. العاملون المُهاجرون في الإمارات العربية المتحدة غير مسموح لهم الانضمام إلى الاتحادات التُجارية. هذا بجانب كونهم أيضًا ممنوعون من عمل الإضرابات. والجدير بالذكر أن العديد من العاملين المُهاجرين تم ترحيلهم إلى بلدهم الأم في عام 2014 عند شروعهم في عمل إضراب عن العمل. وبما أن العاملون المُهاجرون هناك ليس لديهم الحق في الانضمام إلى الاتحادات التُجارية أو عمل الإضرابات، فبالتالي ليس لديهم وسائل يبلغون عن طريقها الناس بالاستغلال المزري الذين يعانون منه. والذين يعتصمون يواجهون خطر السجن أو الترحيل. وطلب المجلس الفيدرالي لاتحاد التجارة العالمي من الولايات المتحدة التحقيق في الأدلة التي تُشير إلى أن الآلاف من العاملين المُهاجرين في الإمارات العربية المتحدة يُعاملون كعمالة مُستعبدة.
ومنظمة دورية مراقبة حقوق الإنسان -هيومن رايتس ووتش- جذبت الانتباه إلى المُعاملة السيئة للعمالة المُهاجرة بالإمارات العربية المتحدة، خصوصًا الذين وقعوا في شباك الديون وبناء عليه تم استعبادهم كخدم بعد وصولهم إلى البلاد مباشرة. مُصادرة جوازات السفر أيضًا فعل غير قانوني ويحدث على نطاق كبير، خصوصًا ضد الموظَفين ذوي المهارات المعدومة أو المتدنية. تلك العمالة أيضًا غالبًا ما تُعاني الأمرين مع درجات الحرارة المرتفعة بشدة والتي تتراوح بين 40 إلى 50 درجة سيليوزية في أغسطس هناك. وبالرغم من المحاولات الكثيرة التي تمت منذ 2009 لتفعيل قاعدة راحة منتصف اليوم أثناء دوام العمل، إلا أن تلك المحاولات دائمًا ما كان يُستهزأ بها. أما هؤلاء الذين يحصلون على راحة منتصف اليوم غالبًا ما لا يكون لديهم مكان مناسب للراحة، ويعمدون إلى الحصول عليها بالحافلة، سيارة الأجرة، أو المتنزهات العامة. والمُبادرات التي تم أخذها لدعم حقوق العمالة المُهاجرة سلطت الضوء على ظروف العاملين هناك. فطبقًا للهيومن رايتس ووتش، العمالة المُهاجرة في دبي تعيش في ظروف «غير آدمية».
أصدر DCT أو مركز الديمقراطية للشفافية تقريرًا في أبريل 2021 يشير إلى التمييز الذي يواجهه العمال الأجانب والمغتربون الذين يعيشون في الإمارات العربية المتحدة. لم يتم التوصل إلى الاستنتاج بناءً على الظروف التي يواجهها العمال الأجانب فحسب، بل أيضًا على التناقض بين معاملة المغتربين والمواطنين الإماراتيين. يركز التقرير على حقيقة أنه على الرغم من تخفيف نظام الكفالة في عام 2020 كجزء من إصلاحات العمل، لا تزال هناك بعض الثغرات الكبيرة في تنفيذ وإنفاذ الجهود القانونية التي قدمتها الحكومة مقابل ذلك. أدى التسلسل الهرمي الاجتماعي جنبًا إلى جنب مع نظام الكفالة وقانون الجنسية الإقصائي إلى مواجهة غير الإماراتيين للعنصرية والتمييز على أساس الجنس والأجور والحصول على الترقيات.
بعض المهاجرين الأفارقة الذين رحلتهم الإمارات يبلغ عددهم حوالي 700 عاملا، من بينهم الكاميرونيون، الذين كانوا يخشون العودة إلى بلادهم بسبب تعاني المنطقة في جرائم عنيفة في أعقاب الصراع المستمر. حذر نجانغ ريني، أحد العمال المهاجرين الكاميرونيين الذين تم اعتقالهم وترحيلهم من قبل السلطات الإماراتية من خطورة الأوضاع في المنطقة الشمالية الغربية. وبالإضافة إلى ذلك أن ترحيله أجبر على السفر مع زوجته ليلا ونهارا للوصول إلى منطقة آمنة.
داهم ضباط الأمن في الإمارات المباني السكنية في أبو ظبي للقبض على حوالي 700 مهاجر أفريقي قرب نهاية يونيو 2021. تم تقييد العمال خلال الأسبوعين الأولين من اعتقالهم وإلى جانب تعرضهم للإهانات العرقية والإساءات الجسدية كما تم رفض حصولهم على المساعدة الطبية الأساسية مثل الفوط الصحية للنساء. أصدرت منظمة إمباكت إنترناشيونال والمرصد اليور - مدترينين لحقوق الإنسان تقريراً يعرض بالتفصيل الاتهامات بارتكاب انتهاكات لحقوق الإنسان بدوافع عنصرية. وبحسب التقرير، تعرضت أكثر من 12 عاملة أفريقية تم القبض عليهن للتحرش الجنسي من قبل الضباط الذين داهموا منازلهم ولمس أعضائهن الخاصة أثناء نومهن في ملابس نومهن أثناء المداهمة. عمل بعض هؤلاء المهاجرين الأفارقة كنوادل وممرضات مساعدين ومدرسين ومقاولين للنفط والغاز ومربيات وغير ذلك. تم تسجيل أكثر من 20 شخصًا لتبادل شهاداتهم حول الانتهاكات التي ارتكبها المسؤولون الإماراتيون ضدهم وضد زملائهم العمال من كاميرون، أوغندا. ونيجيريا ليلة الغارة.

### المملكة العربية السعودية
في مارس 2022، أعادت حكومة إثيوبيا المئات من مواطنيها من المملكة العربية السعودية مع توقع عودة ما يقرب من 100000 شخص آخر في الأشهر التالية من عام 2022. تم إعادة حوالي 900 شخص إلى الوطن في هذه العملية، بما في ذلك العديد من الأمهات المصاحبات لأطفال صغار، كما هو مذكور في المنظمة الدولية للهجرة (المنظمة الدولية للهجرة). وفقًا للبيان الصادر عن المنظمة الدولية للهجرة، في وقت الإعادة إلى الوطن، كان 750.000 إثيوبي إضافي لا يزالون يقيمون في المملكة العربية السعودية، ومن المحتمل أن يكون 450.000 منهم قد سافروا إلى الدولة الخليجية بوسائل غير نظامية؛ بحاجة إلى العودة إلى المنزل. انتقدت منظمات حقوقية منذ عدة سنوات ظروف احتجاز الإثيوبيين في السعودية. وبحسب أحد العائدين، فإن أكثر من 400 شخص يعيشون في غرفة واحدة مشتركة، دون ضوء الشمس. كانت معظم النساء العائدات يرتدين أردية عربية تقليدية سوداء تسمى العباءة مع تغطية وجوههن بالنقاب.

## العاملة المهاجرة
تبعاً لمنظمة العمالة العالمية، 48% من جميع المهاجرين على مستوى العالم هم نساء، وعدد المهاجرات منهن من أجل العمل يزيد كل عام. في أوروبا وحدها يوجد أكبر من 3 ملايين عاملة مُهاجرة. بينما شهدت سبعينيات وثمانينات القرن التاسع عشر زيادة في العاملات المُهاجرات في فرنسا وبلجيكا. وفي الصين بداية من 2015 بات ثلث العمالة المُهاجرة إليهم من النساء اللاتي هاجرن من المدن الريفية إلى المدن الأكبر بحثًا عن التوظيف. العاملات المُهاجرات تعملن في الأعمال المنزلية والمحلية التي تُعتبر كجزء من القطاع غير الرسمي وينقصها تنظيم وحماية الحكومة. الحد الأدنى للأجور ونظام ساعات العمل يتم تجاهلهما هناك، ونظام الأجر مقابل القطعة غالبًا ما يتم تطبيقه. أجور النساء يتم الحفاظ عليها متدنية مقارنة بالرجال، لأنهن لا يُعتبرن العائل الأساسي ومصدر الدخل الأول في الأسرة كالرجل.

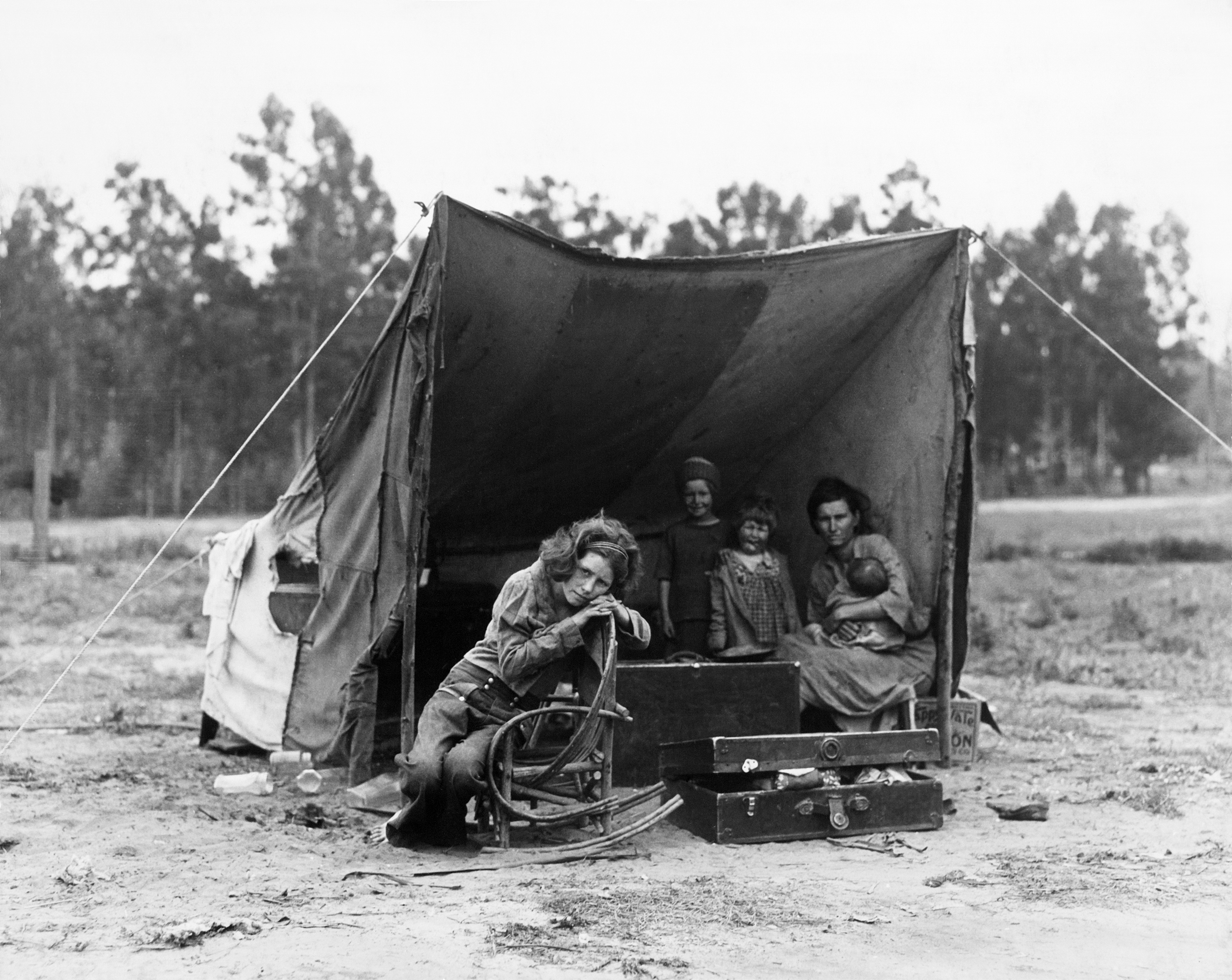
عائلة عاملة مُهاجرة بالزراعة، كاليفورنيا، 1936

النساء تهاجرن للبحث عن عمل نتيجة عدة أسباب أغلبها اقتصادي بحت مثل كون أجر الزوج غير كافي للإنفاق على العائلة. وفي بعض الأماكن مثل الصين، النمو الاقتصادي السريع نتج عنه عدم توازن في معدل التجديد والمُعاصرة بين البيئات الريفية والحضارية، وهذا أسفر عن مُهاجرة النساء من المناطق الريفية إلى المناطق المدنية الحضارية ليصبحن بذلك مُساهمات في تلك الدفعة الحضارية نحو المُعاصرة. أما الأسباب الأخرى فتتضمن الضغط العائلي، فبالنسبة للفتاة تتم رؤيتها على أنها قادرة على إعانة الأسرة في حالة كونها تحوّل لهم الحوالات المالية من وقت لآخر. الفتيات الصغيرات والنساء يتم نبذهن من العائلة وتركهن يُهاجرن كعاملات مُهاجرات لأنه ليس ليس لديهن دور آخر بديل بالقرية المحلية غير ذلك. فإذا ذهبن إلى المدينة ليعملن كعاملات منزليات، فذلك يجعلهن قادرات على إرسال المال للمنزل من أجل إعانة تربية وتنشئة الإخوة والأخوات الصغار. العديد من هؤلاء النساء أتين من بلدان نامية، ومهارتهن محدودة. وكذلك النساء اللاتي طلّقهن أزواجهن أو تركهن بسبب الموت، لديهن فرص عمل محدودة جدًا في بلدهن الأم، لذلك يلجأن للهجرة من أجل الحاجة الاقتصادية. الهجرة أيضًا قد تكون بديلًا عن الطلاق في المجتمعات التي لا تُتيح أو تغفر فعلة الطلاق.

### تأثير العمل على دورها بالعائلة
بالحديث عن العِمالة المُهاجرة، العديد من النساء تهاجر من موطن عدائي وقمعي، إلى بيئة أقل في العدائية والقمعية، حيث هناك يكون لديهن وصول حقيقي للعمل الذي يتم تقاضي أجر حقيقي عنه. وهذا مثل ترك المنزل والسعي نحو الاستقلال الاقتصادي المتزايد والحرية، مُتحَدين بذلك الأدوار التي صبغوها وقرنوها بالجنس والنوع. يُمكن للهجرة من أجل العمل أن تُرى على أنها تحسين لموقفهن التفاوضي المالي بالأسرة. لديهن تأثير أكبر في هذه الحالة بالنسبة للتحكم في شؤون المنزل، لأن لديهن درجة من التحكم بالممتلكات الاقتصادية التي تحت سطوتهن. لكن من الناحية الأخرى قد يكون ذلك الوضع مُسببًا للنزاعات العائلية بين الزوجات والأزواج، فالأزواج هنا يشعرون بالعجز والعار بسبب عدم قدرتهم على سد حاجات المنزل وتمثيل دورهم الأزلي كمصدر الرزق. تلك المشاعر يمكن أن تتطور أيضًا وتكون مصدرًا للعنف المنزلي. تم أيضًا عمل بعض الدراسات التي تشير إلى التغيرات العائلية الناتجة عن العمالة المُهاجرة. تلك التغيرات تشمل زيادة في معدلات الطلاق، ونقص في الاتزان المنزلي. هذا بالإضافة إلى كون العاملة المهاجرة تتم الإشارة إليها على أنها عُنصر مساواة بارز بالعائلة، سواء كانت العائلة الداخلية (الأقرباء من الدرجة الأولى) أو العائلة الخارجية والمُمتدة (سائر الأقرباء). وهناك فرصة كبيرة للخيانة الزوجية بالخارج، مما ينخر بالتدريج في الكيان الأسري.
حدد العلماء ثلاثة مجموعات من النساء ليمثلن أبعاد الأدوار الجيندرية/النوعية/الجنسية في سينغافورة. المجموعة الأولى تحتوي على الزوجات المغتربات اللاتي يخضعن للحالة الخاصة بالزوج حسب قوانين الهجرة. المجموعة الثانية هي التي تتضمن النساء اللاتي تركن أعمالهن للاهتمام بالأطفال بالمنزل. وبالرغم من كونهن من الطبقة المتوسطة في سينغافورة، إلا أنهن يعلقن في نفس المستوى ويشاركن نفس الحالة مع المجموعة الثالثة، العاملات المنزليات الأجنبيات. فبسبب العولمة الاقتصادية والمدنية المتزايدة، فالقدرة على تنقل النساء العاملات من مكان لآخر صار في ازدياد بدوره. ومع ذلك يتم التحكم فيهن عن طريق تطبيقات مُقيدة للحركة، وإحصائياتهن تقريبًا غير مرئية بالنسبة لبيانات الهجرة. العاملات المنزليات الأجنبيات دائمًا ما يتم تصنيفهن تبعًا للجنس والنوع على أنهن وصيفات بالمنازل فقط، وعلى أنهن عاملات ذوات أجور متدنية في المجتمع.

### أطفال العاملة المُهاجرة

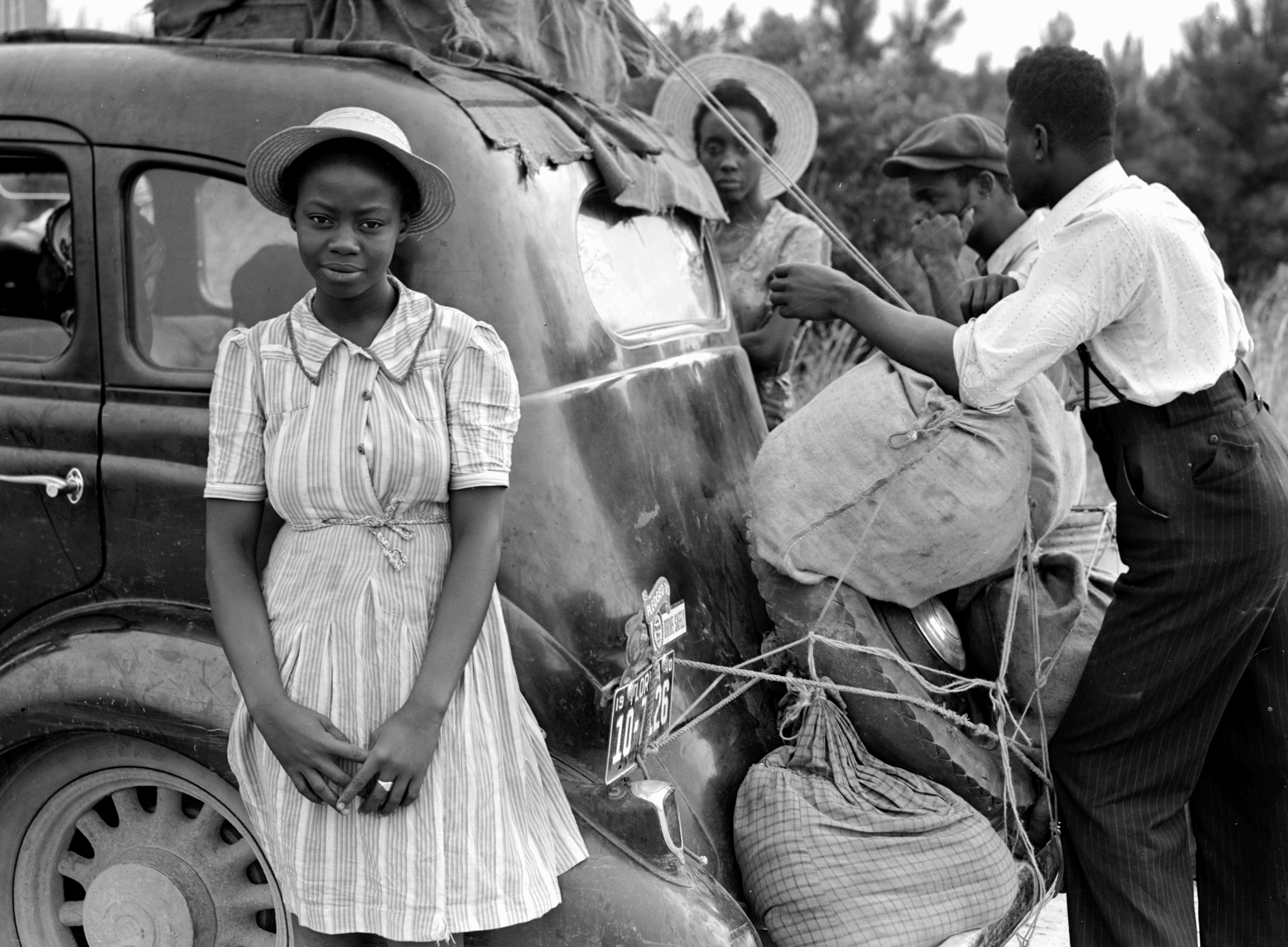
مجموعة من المُهاجرين من فلوريدا بالقرب من شاوبورو، جنوب كارولاينا وهم في طريقهم إلى كرامباري، نيوجيرسي للأتيان ببعض البطاطا

هجرة النساء من أجل العمل أيضًا ترفع من نسب الاهتمام بالأشياء الأخرى مثل الأطفال. العاملات المُهاجرات قد لا يمكن لهن أن يصبحن على قدر من الفراغ يكفي لرعاية أطفالهن عن بُعد بينما هن مُغتربات. يمكن للأطفال في هذه الحالة أن يعتبروا الأقرباء بالمنزل بمثابة أهلهم الفعليين، وقد لا يرون أمهاتهم إلى نادرًا. وفي كثير من الأحيان، أطفال العاملات المُهاجرات غالبًا ما يصيرون مثلهن عندنا يكبرون. يوجد رأي يقول أنه يمكن أن توجد تأثيرات نفسية سلبية على الأطفال الذين يُتركون بالموطن بينما الأمهات تُهاجر وتتركهم خلفها. لكن هذا لم يتم إثباته صحته من العدم بالرغم من ذلك، فبعض الدراسات وجدت أن أطفال العاملين المُهاجرين يتحملون المسؤولية جيدًا وحدهم. توجد نظرية تقول أن التحويلات المالية المُترجمة لمزيد من الطعام والملابس تكون بمثابة نوع من التعويض بالنسبة للأطفال تجاه نقص الرعاية. وفي أحوال أخرى، توجد بعض الأمهات المُهاجرات اللاتي يحاولن الحفاظ على العلاقات العائلة المتزنة بينما هن بالخارج.

## التعليم والهجرة

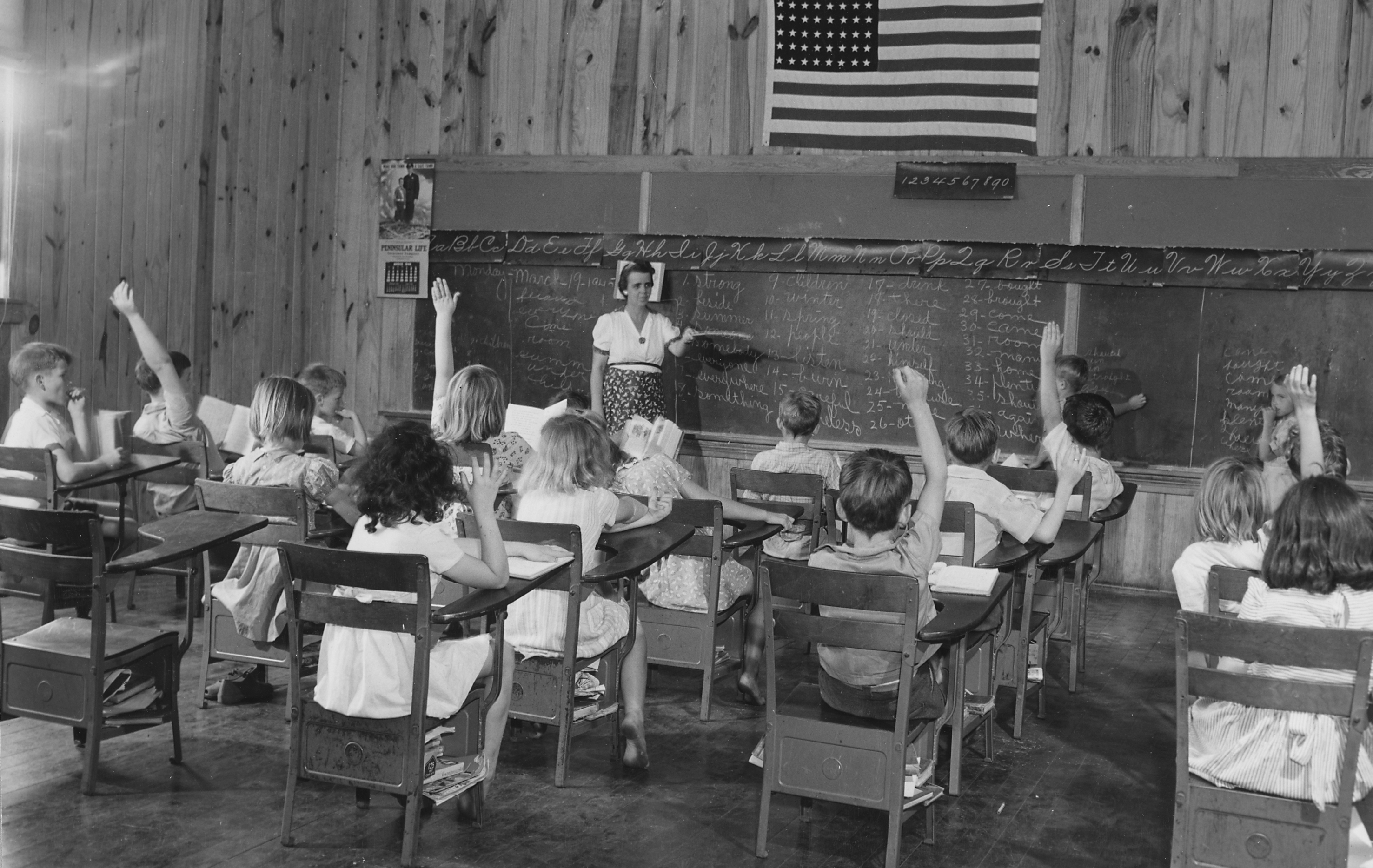
مدرسة لأطفال العاملين المهاجرين البيض، سيركا 1945

أطفال العاملون المهاجرون يُعانون للوصول إلى نفس مستوى التقدم الدراسي مثل أقرانهم. نقل الطلبة من مدرسة لأخرى بسبب تنقّل الأهل من مكان لآخر، سواء كان لمرة واحدة أو مُتكررًا، يُسبب تقطّعًا في التعليم، وهذا ينتج عنه أطفال غير قادرين على التوازي مع أقرانهم بالنسبة للكفاءة التحصيلية، ويتساقطون تعليميًّا بمعدلات كبيرة. بجانب إعادة التنقل بالنسبة للجغرافيا (أي من بلد لبلد) له تبعات اجتماعية سلبية على الطلبة، حيث ينعزلون عن الأقران الجُدد بسبب الاختلافات الثقافية ومُعيقات التواصل مثل اللغة المختلفة. الأطفال المُهاجرون أيضًا يكونون في موضع لا يُحسدون عليه، لأن أغلبيتهم يكونون في فقر مدقع، ويجب عليهم العمل بجانب عائلاتهم من أجل دعم المعيشة العامة. تلك العوائق التي تحول بين الطالب المُهاجر والمساواة في التعليم تكون متواجدة في جميع البلدان على مستوى العالم. لكن بالرغم من كون عدم المساواة في التعليم تظل مشكلة حيّة وبازرة، إلا أن السياسات الحكومية، المنظمات غير الحكومية، المنظمات غير الربحية، والحركات الاجتماعية تعمل على عكس آثارها السلبية على الطلبة.

## القوى العاملة المُهاجرة والاقتصاد
العمالة المُهاجرة لعبت دورًا حيويًّا عبر التاريخ، سواء محليًّا أو عالميًّا، وأيضًا بالنسبة للمجتمعات المحلية بالآونة الأخيرة. فعولمة الاقتصاد خلقت عددًا مهولًا من العاملين المهاجرين لم يسبق وأن شهده التاريخ. فبينما تزيد الدول المتطورة من حاجتها وطلباتها للعمالة، خصوصًا العمالة غير المدربة أو غير الماهرة، تتزايد نسبة الرد من الدول النامية على تلك الطلبات. ونتيجة لذلك، يسافر الملايين من العاملين ومعهم عائلاتهم إلى البلدان الأخرى لإيجاد عمل ما. ذلك التدفق المهول للعمالة المُهاجرة يساهم في انتشار العشوائيات والأحياء الفقيرة والفقر الحضاري تبعًا رأي «مايك دايفس». وبعض هؤلاء العمال يكونون من المناطق الريفية، لذلك لا يقدرون على تحمل تكلفة العيش بمنازل المدينة، فبالتالي يعيشون في الأحياء الفقيرة. وبعض هؤلاء العمال الذين يعيشون بالأحياء الفقيرة يعانون من البطالة ويعيشون عبر العمل في القطاع غير الرسمي. وطبقًا لمنظمة العمالة العالمية، فبداية من 2014 كان هناك حوالي 175 مليونًا من المُهاجرين على مستوى العالم.

## استغلال واستعباد العاملين المُهاجرين
تعيين العاملين على مستوى العالم من خلال وكالات التوظيف هي ظاهرة شائعة في البلدان المتقدمة مثل الولايات المتحدة والإمارات العربية المتحدة. خصوصًا أعضاء المجتمعات المحرومة يُهاجمون من قبل تلك الفرص للعيش والعمل في الولايات المتحدة أو الإمارات العربية المتحدة. وبعض تلك الوكالات تُعطي وعودًا احتيالية بذلك أيضًا. لكن الأسوأ من الوعود الكاذبة عن الإساءة والمُعاملة المزرية للمُهاجرين من قبل تلك الوكالات ووسطائها. بعض المُهاجرون تتم مصادرة جوازات سفرهم وهواتفهم، ويتم سجنهم في بيت الموظِف أو على الأقل يكونون تحت إشراف ومراقبة دقيقة من قبله ومفصولين تمامًا عن المجتمع، الأصدقاء، والعائلة؛ وهذا لا يجعلهم يتقاضون أجورهم الكاملة ويعملون لساعات وأيام طويلة دول الحصول على فترات راحة. العاملون المُهاجرون أيضًا يُمكن ألّا يتم إعطائهم الكمية الكافية من الطعام، أو الشروط الحياتية المناسبة، وكذلك الحرمان من الرعاية الطبية المطلوبة.
وفي دراسة تم عملها من قبل منظمة الهيومن رايتس ووتش لـ99 عاملًا منزليًّا في الإمارات العربية المتحدة، 22 منهم اعترفوا أن الذين يكفلونهم هناك قد اعتدوا عليهم جسديًّا. وهؤلاء العمال رفضوا الإبلاغ عن تلك الإساءات خوفًا من الترحيل أو عدم وجود فرصة الحصول على عمل أفضل. ومن الشائع أيضًا في بعض الحالات أن تقع النساء كضحايا للعنف الجنسي والتحرش، وهذا يرجع إلى الموظِفين وقصصهم التي دائمًا ما يصدقونها عند العمل لديهم.
بعض العاملون المهاجرون يهربون من الموظِفين الذين يتناولونهم بالتنكيل والإساءة دائمًا، طالبين المساعدة من السفارة أو مستشاريهم في بلدهم الأم. لكن هذا شيء بعيد المنال، خصوصًا في أماكن التوظيف البعيدة والنائية.

### العاملون المُهاجرون الهنديون
شركة تابعة للولايات المُتحدة تُدعى «شركة سيجنال العالمية» تتم إدارتها من قبل المحامي الخاص بالهجرة «مالفرن سي. بورنيت» ومُجنِد العمالة الهندية «ساشين ديوان» «قامت بإغواء المئات من العاملين الهنديين إلى ميسيسيبي حيث سيعملون في حوض بناء السفن هناك، لكن ذلك كان مع وعود كاذبة بالحصول على إقامة دائمة بالولايات المتحدة الأمريكية.» وكان هذا الفعل مُنتميًا «لبرنامج H-2B visaـ، أو برنامج العامل الضيف، حيث العمال سيعملون كمتخصين باللحام، واضعين للأنابيب في أماكنها، والعديد من المهن الأخرى المرتبطة بتصليح منصات استخراج النفط التالفة والمنشآت المرتبطة بها. كل عامل يدفع للموظِف أو المحامي بين 10 و20 ألف دولار أو أكثر كأتعاب يتم دفعها مقابل حق التوظيف الذين يأخذونه، وذلك بسبب الوعود البراقة بالأعمال الجيدة، جوازات السفر الخضراء، والإقامة الدائمة بالولايات المتحدة الأمريكية، وذلك يدفع العديد منهم لإثقال كواهلهم بكم مهول من الديون، وذلك أملًا في الحصول على حياة أفضل لاحقًا.»(53) وفور وصول هؤلاء المُهاجرين إلى أراضي ميسيسيبي، أخذوا الصدمة المباشرة أن تلك الآمال والوعود البراقة لفرص عمل اقتصادية حسنة ما هي إلا مُخطط وحبكة من تلك الشركة لاستغلالهم وأخذ ما لديهم من الأموال التي دفعوها من أجل العمل الزائف. كل تلك الشركات تعمد دائمًا إلى استغلال العمالة المُهاجرة، فيعدونهم عند الذهاب إلى تلك البلاد البعيدة سوف يتمتعون بجميع مزايا الحلم الأمريكي. يعدون بتوفير العمل، المأوى، والعديد من الأفكار المتعلقة بالحرية الموعودة التي سيحصلون عليها بين أحضان الولايات المتحدة الأمريكية. ولهذا السبب على وجه الخصوص، يقع العديد من هؤلاء في مصائد تلك الشركات نظرًا لضماناتهم الزائفة. «فبعد وصولهم إلى حوض سفن شركة سيجنال في باسكاجولا بميسيسيبي في بدايات 2006، اكتشفوا أنهم لن يحصلون على أدنى شيء مثل الجوازات السفر الخضراء الموعودة أو الإقامة الدائمة التي يتمنونها، وفي حقيقة الأمر، كل واحد منهم احتاج لدفع مبلغ 1050 دولارًا أمريكيًّا كل شهر من أجل العيش في مخيمات منعزلة ومُراقبة للعاملين، تلك المخيمات التي يتشارك فيها 24 رجلًا خيمة بضعف مساحة مقطورة صغيرة فقط» وفي النهاية عندما تم تعيينهم في أعمال ما بعد كل تلك المهانة، هؤلاء العاملون كانوا متعرضين للعديد من المخاطر الشديدة نظرًا لظروف العمل المجحفة في حلقات النفط، وجلست شركة سيجنال العالمية لتستقبل معظم أجورهم.

#### الإدانة
على شركة سينجال العالمية «التعويض بمبلغ 14.4 مليون دولارًا أمريكيًّا لخمسة من العاملين الهنديين الضيوف وذلك في جلسة تحكيم بالولايات المتحدة، وتلك تُعتبر من أكبر التسويات المالية القضائية التي تم عملها نظير هذا النوع من القضايا في تاريخ الولايات المتحدة الأمريكية حصرًا. تم صنع هذا القرار بناء على إيجاد أن الشركة وعملائها منخرطون في أعمال الاتجار بالعمالة، التزوير والخداع، الابتزاز من أجل الأموال، والتمييز في المعاملة، ووكالة تايمز لأخبار الهند في هذا الوقت أعلنت عن ذلك. وجدت اللجنة أيضًا أن أحد المدعين كان ضحية للسجن ظلمًا كانتقام من الشركة تجاهه.»

### العاملون المُهاجرون الفلبينيون
توجد العديد من قضايا الفساد تشير إلى هؤلاء الذين يعتبرون نفسهم وسطاء أو سماسرة توظيف يدّعون أن لديهم شركات تشجع العمالة المُهاجرة على الأغلب بالذهاب إلى الولايات المتحدة الأمريكية. والآن سنتحدث عن قضية لمسمار توظيف يُدعى «كيزي كالو» «وهو مواطن أمريكي من أصل نيجيري». «قام بالحصول على موافقة حكومية لجلب العديد من الممرضات الفلبينيات تحت إشراف برنامج التأشيرات الحكومي، مُدعيًا أنهن سوف يتقاضين مبلغًا يصل إلى 72000 دولارًا أمريكيًّا كمُدربات في جامعة آدم في كلورادو، وتلك التفاصيل السابقة كانت مقتبسة عن لائحة الادعاء ضد ذلك السمسار في 2012.» وجامعة ولاية آدامز الموعودة لا تُوجد في كلورادو، وأيضًا لا توجد جامعة آدم من الأساس، مثلها مثل المهن والأعمال التي كان من المفرض أن تعملها العاملات المهاجرات هناك. «وعد كارو الممرضات اللاتي معظمهم من الفلبين كمُشرفات تمريض ومُدربات تمريض.» «رتب كالو الأمور مع مديريات العمالة ومؤسسات الأمن الوطني لتوفير تأشيرات سفر من نوعية H-1B للعاملات، قائلًا أن جامعة آدم قابلت نقصًا في العمالة وتحتاج إلى عمالة أجنبية على الفور لشغل مناصب مدربات ومشرفات تمريض،» وكان ذلك كحيلة ووسيلة لجذب العاملات إلى هذا العمل الزائف.
حصل كيزي كالو «والعديد من المواطنين الأجانب الآخرين» على مبالغ مادية نظير تأمين وجلب تأشيرات السفر إلى العاملات المستقبليات. «أخد كالو 6500 دولارًا أمريكيًّا للمُساعدة في الحصول عليهم، وبعد وصولهم إلى دينفر بكلورادو، تم تبليغ الممرضات أنه لا يوجد مكان يُسمى بجامعة آدم. وبدلًا من ذلك، تم تعيينهم كمُمرضات بالمنازل. ودفعت شركات مثل مجموعة مختصي الرعاية الصحية الأجنبية مبلغ 35 دولارًا مقابل كل ساعة عمل لكل واحدة من الممرضات سابقات الذكر. وبعد ذلك قسّم كالو المبلغ وأخذ نسبة كبيرة لنفسه، بينما أعطى الممرضات 20 دولارًا فقط نظير ساعة العمل.» استمر كالو بعد ذلك في استغلال العاملات وتركهن يعملن ويكدحن بينما هو يجني المال في النهاية. وكان عليه إبلاغ الحكومة أن هؤلاء يعملن بداخل البلاد، حيث يمكن له أن يستمر في تقاضي الدعم المالي نظير خدماته الوهمية، بينما العاملات يعملن بالخارج ويكدحن دون علم الحكومة. وهذا ما قام كالو بفعله تحديدًا. «الملفات التي قدمها للحكومة لا تُشير إلى أنه هو أو زميله «فيليب لانجرمان» كانا يتقاضيان أي حصص كبيرة من أجور حاملات تأشيرات السفر».
لكن في النهاية ذلك النمط الذي عمد إليه كارو وشريكه فيليب لانجرمان وصنعاه سويًّا شرع في كونه معروفًا لدى العامة. فبدلًا من أن تدفع المؤسسات إلى شركة كالو التي صنعها هو وشريكه من أجور الممرضات، «فقالت النيابة العامة: فأصبح إثر ذلك يتم الدفع مباشرة إلى الممرضات من قبل تلك المؤسسات، لكن كان يجب عليهم أن يدفعوا إلى كالو مبلغ 1200 دولارًا شهريًّا وإلا كالو سيبعث بخطاب إلى مديرية الأمن الوطني وبذلك سيفقدن تأشيرات السفر.» وفي فترة قريبة بعد ذلك تداركت الممرضات هذه المعاملة المجحفة وغير العادلة والتعدي الصارخ على حقوقهن، فتوقفن عن الدفع له. وتبعًا لذلك تم إلغاء تأشيرات سفرهن لأنه أبلغ المسؤولين عنهن.

#### الإدانة
كيزي كالو وُجِدَ مذنبًا بتهمة «الاتجار بالقوى العاملة نظرًا لإغواءه للممرضات الأجنبيات بالسفر إلى الولايات المتحدة مع الوعد بمهن ذات أجور مرتفعة، وإجبارهن على دفع حصة من أجورهن إليه قسرًا وإلا سيعمل على ترحيلهن من البلاد.» تم الحكم عليه بحوالي 11 عامًا من السجن وتم أمره بدفع مبلغ 3.8 مليون دولارًا أمريكيًّا كتعويض مالي للممرضات المتضررات. وتمت إدانته بتزوير 89 من الاحتيالات البريدية، تزوير التأشيرات، الاتجار بالبشر، وغسيل الأموال. بينما شريك كالو، فيليب لانجرمان ذو الـ78 عامًا والمقيم في ماكدونو، جي آي، تم الحكم عليه بثلاث سنوات من المراقبة الصارمة نظرًا لدوره في هذا المخطط الإجرامي. ويجب عليه هو أيضًا دفع مبلغ 3.8 مليون دولارًا أمريكيًّا إلى الممرضات. «وقالت رئيسة قضاة الولايات المتحدة «ماركيا كروجر» أن هذه القضية ليست كغيرها من القضايا المتعلقة بذات الأمر،» فكالو لم يعتدي جنسيًّا، يعزل، أو يضرب الضحايا. فصنفت تلك القضايا التي تخصه هو وشريكه بقضايا «الاحتيال والإكراه الاقتصادي.»

#### قضايا أخرى
هناك العديد من القضايا الاحتيالية الأخرى التي تتضمن شركات تابعة للولايات المتحدة الأمريكية والمختصة في تعيين وتوظيف العمالة الفلبينية. ففي 19 مارس 2013، وفي مقالة تحت عنوان، «الحاجة الماسة للعمال الفلبينيين من أجل ترميم وترقيع سياسات العامل الضيف بالولايات المتحدة الأمريكية»، فتم تقديم العديد من المعلومات التي تشير إلى الفساد الواضح في العمالة بالنسبة لهذه الفئة. فحوض بناء السفن، غراند إيسل شيبيارد (GIS) بلوس أنجيلوس تم تعيين العمالة الفلبينية فيه للعمل في منصات إنتاج النفط المملوكة من قبل شركة بلاك إلك للطاقة، وهي شركة أمريكية –حسب التنظيمات الفيدرالية- حصدت 315 شكوى أو دعوى قضائية ضدها بالنسبة لفئة «عدم الامتثال لقواعد سلامة العاملين» منذ 2010. والجدير بالذكر أن المشاكل التي تخص تلك الشركة تضاعفت بعد حدوث انفجار لأحد منصاتها في نوفمبر، وذلك بمنصة نفط في خليك المكسيك، الانفجار الذي كلّف ثلاثة عمال فلبينيين حياتهم، بينما ثلاثة آخرون كانت لديهم إصابات بالغة. اشتهرت هذه المشكلة أكثر بسبب أن العمل في هذه الشركة بالنسبة للعاملين أنفسهم كان خطرًا بشكل كبير حتى قبل تعيينهم من الأساس، وهذا نتج عنه وقف العمل بتلك الشركة. لكن كل هذا لم يضع تلك الشركة عند حدها. كان عليها أن تحصد المال من جديد، ولسوء الحظ، العمال المُهاجرون هم من عانوا من أجل تحقيق ذلك المأرب.
«الـ (خطر الأكبر) هو الحرمان الواضح من النوم الذين يعانون منه – ساعات كثير من العمل المتواصل التي لا يعاني منها العاملون بالولايات المتحدة الأمريكية. وكانوا مُجبرين في بعض الأحيان على العمل لمدة أسبوعين متواصلين، بإجمالي 70 ساعة عمل بالأسبوع.» وقاموا بتعيين وجلب العديد من الرجال المحترفين في مجلاتهم من الفلبين والذين كانوا «متخصصين باللحام، تركيب الأنابيب، أو عاملون مختصون بتركيب الأشياء المُعلّقة، وكلهم تم الاتجار بهم تحت مسمى عقود» وهمية واحتيالية«تعدهم أجرًا مرتفعًا وظروف عمل آمنة تمامًا. لكن في النهاية الكثير منهم تم وضعهم وتركهم للعمل في منصات بترولية خطرة.»

#### الحكومة الفلبينية
«الحكومة الفلبينية تؤكد دائمًا بحقيقة أن حوالي 4500 مواطنًا فلبينيًّا يُرسل كل يوم للخارج من أجل العمل. والتحويلات التي يقوم بها هؤلاء تُبقي الاقتصاد الفلبيني بالكاد قائمًا. والحكومة لا يبدو أنها توفر أي نوع من أنواع الحماية لهؤلاء الذين بالخارج من العمالة المُهاجرة، خصوصًا التي تمر بمحن كثيرة هناك. هذه السياسة الخاصة بالعمالة المُهاجرة لاتزال أحد العوائق الراسخة التي تعرقل نمائهم، تلك السياسة التي تنص على الدفع والتخلص من أبناء البلد للبلدان الأخرى بدلًا من معاجلة مشكلة الفقر والبطاقة بالبلد الأم.»(56) فبدلًا من إرسال العمال إلى الخارج فقط لأن تلك العملية تساعد اقتصاد بلادها الأم، يجب على الدولة أن تجرب وتطبق طرقًا تساعد على التضافر مع جهود الناس لإيجاد عمل بداخل البلاد، أو على الأقل خلق فرص عمل جديدة. عندما يأتي عمّالهم إلى الولايات المتحدة الأمريكية في الغالب ما يتم استغلالهم جنسيًّا، جسديًّا، وعقليًّا، وذلك لا يؤثر فقط على العامل نفسه، بل على البلد الأم حين عودتهم، وهذا إذا استطاعوا العودة من الأساس بسبب العقبات التي يواجهونها بداخل البلد التي سافروا إليها. وهذه كانت أمثلة للأعمال والمهن والرحلات الخطيرة التي يدخل المهاجرون أنفسهم فيها من أجل الحصول على حياة أفضل لأنفسهم ولعائلاتهم. يجب على الحكومات أن تبذل مجهودات أكثر وأكبر بهذا الصدد. «ونظام الهجرة الاستغلالية الخاص بالولايات المتحدة الأمريكية يعمل يدًا بيد مع سياسة تصدير العمالة الفاسدة من الفلبين إليها، وذلك للحفاظ على استمرارية نزوح العمالة المُهاجرة المؤقتة ذات الأجور المتدنية.»

### العاملون المُهاجرون المكسيكيون
بداية من ثمانينيات القرن التاسع عشر هاجرت أعداد كبيرة من النساء المكيسيكيات للولايات المتحدة الأمريكية من أجل البحث عن عمل. هؤلاء النساء غالبًا ما يتركن عائلاتهن وأطفالهن خلفهم من أجل الحفاظ على استقرار العائلة ماديًّا. وفور وصولهم إلى الولايات المتحدة الأمريكية، يتم وضعهن للعمل والعيش في ظروف وأماكن غير صحية وخطرة. الشركات والتجار غير الشرعيين يعدونهن بأعمال قانونية أفضل في أمريكا كوسيلة تساعدهن على تحسين وضعهن الاقتصادي. هؤلاء الأمريكيون الذين يستغلون ويستعبدون هؤلاء النساء فقط من أجل ترسيخ المبادئ الاستعمارية والامبريالية.
وفي مقالة تحت عنوان «الفتاة التي تسكن بالبيت الذي بجواري» والمكتوبة من قبل «بيتر لاندسمان» تفحص وتسلط الضوء على المعاملة القاسية وغير الآدمية التي تتبع نظامًا من الظلم الممنهج تجاه العاملين المُهاجرين. «وعلى إثر ذلك، داهمت شرطة بلينفيلد المنزل في فبراير 2002، متوقعين إيجاد فضائيين غير شرعيين يديرون بيت دعارة أسفل الأرض. وما وجدته الشرطة كان أربع فتيات بين الـ14 والـ17 عامًا. كانوا جميعًا مكسيكيات دون أوراق تعريفية. لكنهن لم يكن عاهرات أو بائعات هوى، بل كانوا عبيد جنس. فالفارق هنا يجب أن نركز عليه: الفتيات لم يعملن من أجل أجر ما، بل كانوا أسرى لدى المُتاجرين بهم والأشخاص الذين يحافظون عليهن ويحتجزونهن ويراقبون كل حركة يقمن بها.» هؤلاء الفتيات اللاتي تكون نسبة كبيرة منهن قاصرات، تم إخراجهن قسريًّا من المكسيك والأماكن الأخرى بأمريكا اللاتينية إلى الخارج. وركز هذا القسم على استغلال الرجال والنساء على حد سواء، وشيء مُزعج حقًا أن تعلم أن الأطفال أيضًا تم الاتجار بهم وسرقته من بيوتهم من أجل تلك الأغراض.
«وعدوا العارضات وجليسات الأطفال بأعمال رائعة بالولايات المتحدة الفاتنة، وتقريبًا لم تكن لديهن أدنى فكرة عن لماذا هن الآن جالسات في عربة متجهة إلى بلدة راكدة مثل تيخوانا في وضح النهار.»(57)
الشروط التي تم حجز الفتيات فيها:
«وجدت الشرطة المكان قذرًا ومزريًا ويُماثل سفينة عبيد من القرن التاسع عشر.» كانت هناك حمامات دون أبواب، أحواض ومراتب مُتحللة، حبوب صباحية (أدوية قادرة على إحداث الإجهاض)، والفتيات كُنَّ شاحبات، مُجهدات، ويعانين من سؤء التغذية. ومع ذلك، هذا ليس سوى مثال واحد فقط عن الشقق والمنازل التي تأثرت بذلك النوع من الإساءة. العديد من المنازل والضواحي في الولايات المتحدة الأمريكية التي تبدو من الخارج راقية ومزدهرة، فهي من الداخل نخرة ومُتآكلة بتلك الأفعال غير القانونية.

## حقوق العاملين المُهاجرين
قامت «حركة الناس لدعم التثقيف والوعي الخاص بحقوق الإنسان (PDHRE)» بصنع قائمة تحتوي على 14 عنصرًا من الحقوق الخاصة بالعاملين المُهاجرين.

## التأثير على صحة العاملين المهاجرين
«مونيكا روزاليس» (أستاذة في جامعة ولاية كلورادو) تحدثت عن الإصابات المرتبطة بالعمل في مقالتها العلمية تحت عنوان «الحياة في الميدان: تصورات العمال الزراعيين المهاجرين عن إصابات العمل». ناقشت الأستاذة مشاكل العظام، التنفس، وردود فعل الحساسية بشكل يربطها بالعمل بالمزرعة عندما يُهاجر المُهاجرون للعمل بها من أجل المال. وضحت روزاليس أيضًا في مقالتها ظروف العمل التي تؤثر على حياة المُهاجرين. فقالت أن «متوسط العمل الذي نأمله من العامل المُهاجر أو الموسمي بالمزرعة هو 46 عامًا، وهذا مُقارنة بمتوسط الأعمار العام في الولايات المتحدة والذي يكون حوالي 75 عامًا.» وبجانب الأجور غير العادلة، يجد العاملون المُهاجرون أنفسهم يعملون بداخل ظروف عمل خطيرة ومُجحفة. وفي هذه الحالة متوسط العمر المتوقع يكون 26 عامًا بالنسبة لباقي العمالة المُهاجرة بالولايات المتحدة الأمريكية.
وجدت أيضًا دراسة استقصائية قام بها مركز ليان للتعاون الاجتماعي في سنغافورة أن أكثر من 60% العمالة غير الماهرة المُهاجرة من دول جنوب آسيا والتي تكون في انتظار المرتب أو تعويض الإصابة من الموظِفين الخاصين بهم، يعانون من مشاكل وأمراض عقلية خطيرة.

## الهجرة الوطنية ضد الهجرة غير الوطنية
الهجرة غير الوطنية (العالمية) مثلها مثل الهجرة الوطنية (المحلية)، تلعب دورًا كبيرًا في الحد من الفقر ورفع معدل التطور الاقتصادي. ففي بعض البلدان يكون عدد المُهاجرين داخليًّا يفوق عدد المُهاجرين خارجيًّا. فعلى سبيل المثال، حوالي 120 مليونًا تم تقديرهم كمُهاجرين داخليين بالصين، مُقارنة بـ458000 شخصًا كمُهاجر خارجي منها من أجل العمل. فيض العمالة في المناطق الريفية بسبب عدم وجود الأراضي القابلة للزراعة كان بمثابة عامل مُحفز للأفراد للنزوح إلى الأراضي الحضارية حيث الأعمال الصناعية ومهن قطاع الخدمات. أيضًا أسباب أخرى مثل الجفاف، تشبع الأرض بالمياه، وتآكل مصارف الأنهار تكون أسبابًا تساعد على الهجرة الداخلية.
وهناك أربعة أنماط للهجرة الداخلية:
1) الهجرة من الريف إلى الريف: في العديد من المدن الفقيرة مثل السينغال، الهجرة من منطقة ريفية لأخرى تحدث بكثرة عندما تهاجر العمالة من منطقة فقيرة في المواد الزراعية إلى منطقة غنية بها، فبالتالي تكون فيها فرص عمل أكثر.
2) الهجرة من الريف إلى الحضر: وتظهر في النُظم الاقتصادية المُتحضرة مثل آسيا، فتهاجر العمالة الفقيرة من العمال الزراعيين إلى المدينة للعمل في المراكز الصناعية.
3) الهجرة من الحضر للريف: وهي نوع الهجرة التي تحدث عندما يتقاعد الأفراد ويذهبون إلى الريف للراحة. وغالبًا هؤلاء ما يعودون إلى مناطقهم الريفية بالعديد من المهارات التي تساعد على تحسين وتطوير مناطقهم الأم بقوة.
4) الهجرة من الحضر إلى الحضر: وكالنوع الأبرز من الهجرة الداخلية، هذه التحركات تكون من عاصمة المدينة أو مركزها، إلى الأرجاء الأخرى الخارجية من المدينة.
والهجرة الدائرية والمستمرة هي نوع الهجرة المؤقتة والمستمرة للعامل المُهاجر بين بلده الأم، والمناطق التي قد تقدم لهم فرص عمل، وتلك قد تكون داخلية أو خارجية.